# جون بي. هاي
جون بي. هاي (بالإنجليزية: John B. Hay)‏ هو قاضي ومحامي وسياسي أمريكي، ولد في 8 يناير 1834 في بلفيل في الولايات المتحدة، وتوفي بنفس المكان في 16 يونيو 1916. حزبياً، نشط في الحزب الجمهوري. وقد انتخب عضو مجلس النواب الأمريكي.